# Bạc Trung Hoa
Bạc Trung Hoa là một hợp kim được dùng làm trang sức. Thành phần của chúng có 58% đồng, 17.5% kẽm, 11.5% nickel, 11% cobalt, và 2% bạc.